# 根蟎屬
根蟎屬为蛛形綱疥蟎目無氣門亞目粉蟎科之下的一个屬。

## 物種
- 赤足根蟎（Rhizoglyphus echinopus Fumouze and Robin：亦作刺足根蟎，台灣唯一之法定檢疫害蟎[1]。
- 羅賓根蟎（Rhizoglyphus robini Claparede, 1869）
- 長毛根蟎（Rhizoglyphus setosus Manson, 1972）